# Partidul Național Român (1998)
Partidul Național Român (PNR) a fost un partid politic din România.
În primăvara anului 1998, Partidul Democrat Agrar din România (PDAR) a absorbit Partidul Noua Românie și Partidul Liberal Creștin, formațiunea rezultată luând numele de Partidul Național Român", spre iritarea PNȚCD, care, prin Ion Rațiu, l-au contestat în instanță, până la urmă, instanța dând câștig de cauză noului partid.
Artizanul acestor mișcări a fost Virgil Măgureanu, fost șef SRI, care, ulterior, a fost ales în funcția de secretar general al PNR.

## Istoric
După ce și-a dat demisia de la conducerea SRI, Virgil Măgureanu a intrat inițial în Partidul Noua Românie, un partid făcut de Ovidiu Trăsnea, prin '93-'94.
Adeziunea lui Măgureanu a fost cel mai important moment politic din existența PNR.
Acest partid a fuzionat ulterior cu Liga Creștină.
14 martie 1998: Partidul Național Român (PNR) a luat ființă în urma fuzionării a două formațiuni politice: PDAR și Partidul Noua Românie, în care s-a înscris, în ultima clipă, grupul liberal-creștin, desprins din Partidul Liberal-Creștin (PLC).
7 septembrie 1998: tribunalul acceptă comasarea PDAR cu Partidul Noua Românie (PNR), condus de Virgil Măgureanu.
Noua formațiune politică se numește Partidul Național Român.
Președintele partidului, Mihai Berca, a declarat că orientarea politică a PNR, care are 150 de mii de membri, este de centru.
În martie 1999, președintele PNR era Viorel Cataramă.
Înainte de alegerile din noiembrie 2000, în septembrie 2000, PNR a fuzionat cu PUNR (cu care se afla în tratative din 1998),
alcătuind Alianța Națională (PUNR+PNR), care însă a realizat un scor electoral sub orice așteptări.
Ca rezultat al eșecului electoral din 2000, în decembrie 2001, PUNR a fost reînființat ca partid.
În iunie 2001, Alianța Națională a fuzionat cu Partidul Democrat, cu care se afla în tratative din ianuarie.
La acel moment, președintele Alianței Naționale era Virgil Măgureanu.